# Karen Davis

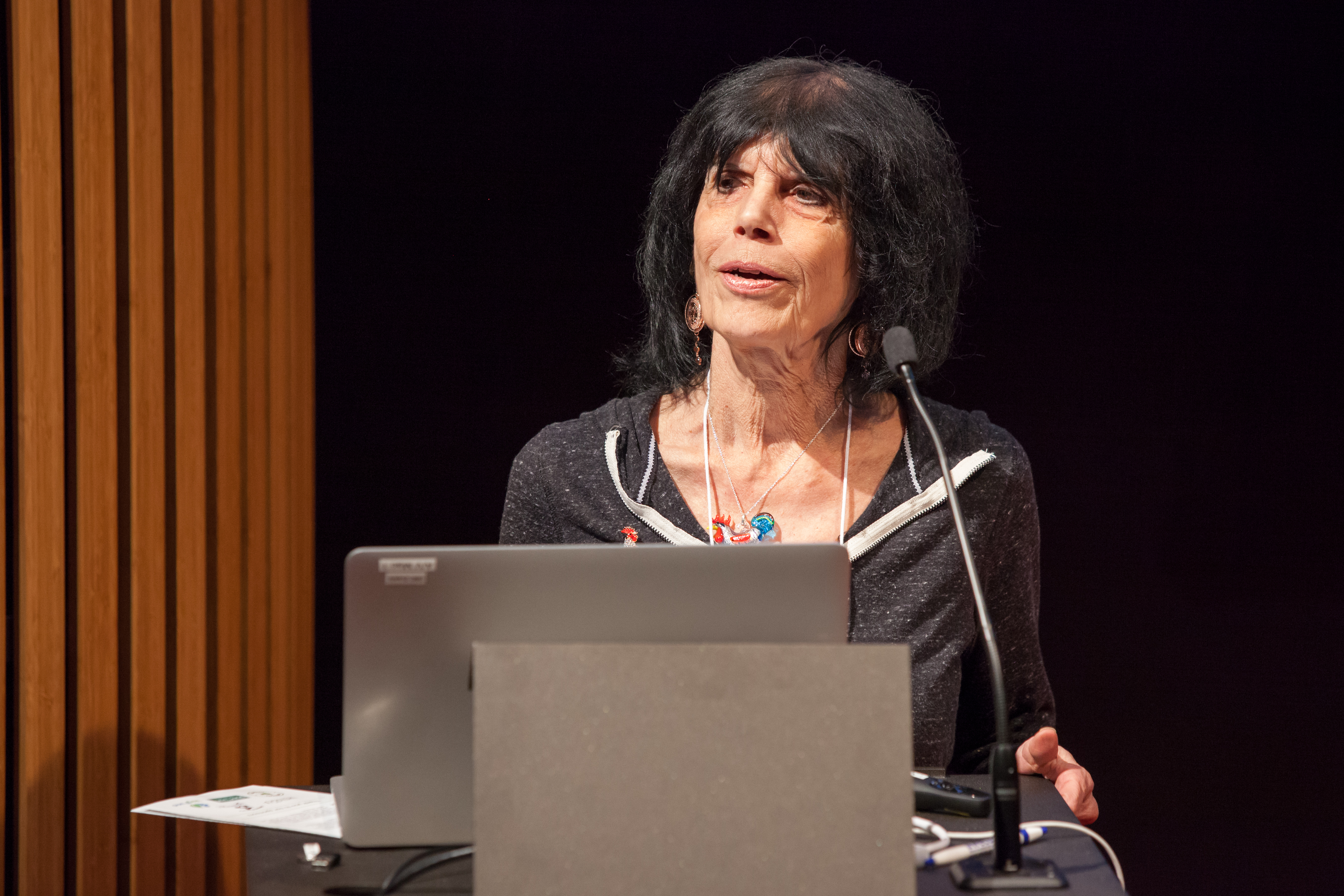
Karen Davis (2018)

Karen Davis (* 4. Februar 1944 in Altoona, Pennsylvania; † 4. November 2023) war eine US-amerikanische Tierrechtsaktivistin, Dozentin, Autorin und Gründerin von United Poultry Concerns, einer Non-Profit-Organisation, die 1990 zum Schutz von Hausgeflügel entstanden ist.

## Leben
Davis Eltern waren Amos und Mary Elizabeth Davis. Ihr Vater war von 1966 bis 1975 Bezirksstaatsanwalt von Blair County. Karen Davis machte 1962 ihren Abschluss an der Hollidaysburg Area High School. Danach studierte sie am Westminster College in New Wilmington, Pennsylvania, und promovierte im Fach Englisch an der Universität von Maryland, dort unterrichtete sie später auch Englisch. Auch später erfüllte sie dort einen Lehrauftrag; sie kritisierte immer wieder die kommerzielle Massentierhaltung. 1990 gründete sie die Tierrechtsorganisation United Poultry Concerns und es gelang ihr 1999, die in den USA übliche Zwangsmauser untersagen zu lassen, die bei Hühnern durch eine mehrtägige Hungerkur ausgelöst wurde. Davis war mit George Allan Cate verheiratet. Sie hatte drei Brüder: Tim Davis, Amos Davis und Andrew Davis.
Sie verstarb am 4. November 2023.

## Werk
Davis ist Autorin mehrerer Bücher über Veganismus und Tierrechte, darunter Prisoned Chickens, Poisoned Eggs: An Inside Look at the Modern Poultry Industry (1997) und The Holocaust and the Henmaid’s Tale: A Case for Comparing Atrocities (2005). Karen Davis hat zudem das Vorwort zu Michael Lanfields Buch The Interconnectedness of Life, das am 6. Dezember 2014 erschienen ist, verfasst.

## Werke (Auswahl)
- The Holocaust and the Henmaid’s Tale. A Case for comparing Atrocities. Lantern Books, New York 2005, ISBN 1-590-56091-4.
- Instead of Chicken, Instead of Turkey. A poultryless „poultry“ potpourri featuring homestyle, ethnic, and exotic alternatives to traditional poultry and egg recipes. Book Publ., Summertown, Tn. 1999, ISBN 1-57067-083-8.
- More than a Meal. The Turkey in History, Myth, Ritual, and Reality. Lantern Books, New York 2001, ISBN 1-930-05188-3.
- Prisoned Chickens, Poisoned Eggs. An Inside Look at the Modern Poultry Industry. 4. Aufl. Book Publ., Summertown, Tn. 2005, ISBN 1-57067-032-3.